# Пјер Бонар
Пјер Бонар (фр. Pierre Bonnard; Фонтенеј о Розе, 3. октобар 1867 — Ле Кане, 23. јануар 1947) је био француски сликар. Припадао је правцу постимпресионизам.

## Биографија
Уз Едуара Вијара и Мориса Денија, један је од оснивача уметничке групе Ле Наби (набисти). Био је под утицајем јапанске графике. Трудио се да пренесе видљиво, засновано на живахности потеза, слободи перспективе и нежности боје. Предаје на Академији Рансон од самог оснивања (1908). Слика призоре са улице, ентеријере, актове где му је модел била супруга Марта и илуструје Жарија, Верлена и Ж. Ренара. Његов колорит, са личним печатом, јаких је контраста, складних и топлих боја, оштре светлости коју ублажује белило, а све више постаје сунчанији негде око 1935. године. То је доба помало закаснеле славе овог уметника, који ће имати велики број плагијатора. Међу његовим сликама споменућемо: Партија крикета у сумрак (1892), Трг Клиши (1912), Кафе Пети Пусе (1928), Бели ентеријер (1933), Го у кади (1937), Атеље са мимозом (1939-1946).